# Moony
Moony, pseudonimo di Monica Bragato (Venezia, 27 settembre 1980), è una cantante italiana.

## Biografia
Cresciuta a Venezia, è emersa inizialmente come cantante nell'ambiente delle discoteche locali.
Monica, o meglio Moony come viene chiamata da amici e parenti, si appassiona alla musica ascoltando la collezione di dischi del fratello, soprattutto i grandi classici soul degli anni '70-'80; il padre era un batterista jazz.
Successivamente ha collaborato ad alcuni singoli del dj e produttore Spiller.
Il suo primo successo è stato Point of View come membro del gruppo DB Boulevard.
Questa canzone divenne famosa nell'ambito della scena dance europea, e raggiunse il primo posto dell'ambita classifica americana dance di Billboard e diede ai DB Boulevard il merito di essere stato il primo gruppo musicale italiano ad essere nominato agli MTV Europe Music Awards.
Nel 2002  ha avviato la sua carriera solista producendo il suo primo album Lifestories, uscito l'anno successivo e anticipato da singoli come Dove (I'll Be Loving You) ed Acrobats (Looking for Balance).
Nel giugno 2006 ha lanciato un nuovo singolo, intitolato For Your Love, seguito due anni dopo, nel giugno 2008, dal brano I Don't Know Why. Le due tracce sono state incluse nell'album 4 Your Love, pubblicato nel 2009 in Giappone, comprendente nuovo e vecchio materiale.

## Discografia

### Album in studio
- 2003 - Lifestories
- 2009 - 4 Your Love

### Singoli
- 1998 - Positive (feat. Spiller)
- 1998 - He's All I Want (come "Angelmoon")
- 1999 - Batucada (feat. Spiller)
- 2002 - Dove (I'll Be Loving You)
- 2003 - Acrobats (Looking for Balance)
- 2003 - This Is Your Life
- 2003 - Flying Away
- 2005 - De Fact (feat. T&F vs. "Moltosugo)
- 2006 - For Your Love
- 2008 - I Don't Know Why
- 2008 - Little Bird (Richy Luchini feat. Moony)
- 2009 - You Got To Make It  (feat. Robbie Rivera)